# لباس راحت ساحلی
لباس راحت ساحلی (انگلیسی: Beach Pajamas) یک فیلم کوتاه کمدی به کارگردانی راسکو آرباکل است که در سال ۱۹۳۱ منتشر شد.

## گزیدهٔ بازیگران
- آدی مک‌فیل
- اینا گرگوری
- شارلوت مینو
- ورنون دنت
- جیمز فینلیسون
- چارلز آر. مور
- اَل تامپسون